# Philomedes rotunda
Philomedes rotunda is een mosselkreeftjessoort uit de familie van de Philomedidae. De wetenschappelijke naam van de soort is voor het eerst geldig gepubliceerd in 1920 door Skogsberg.